# Waterijs

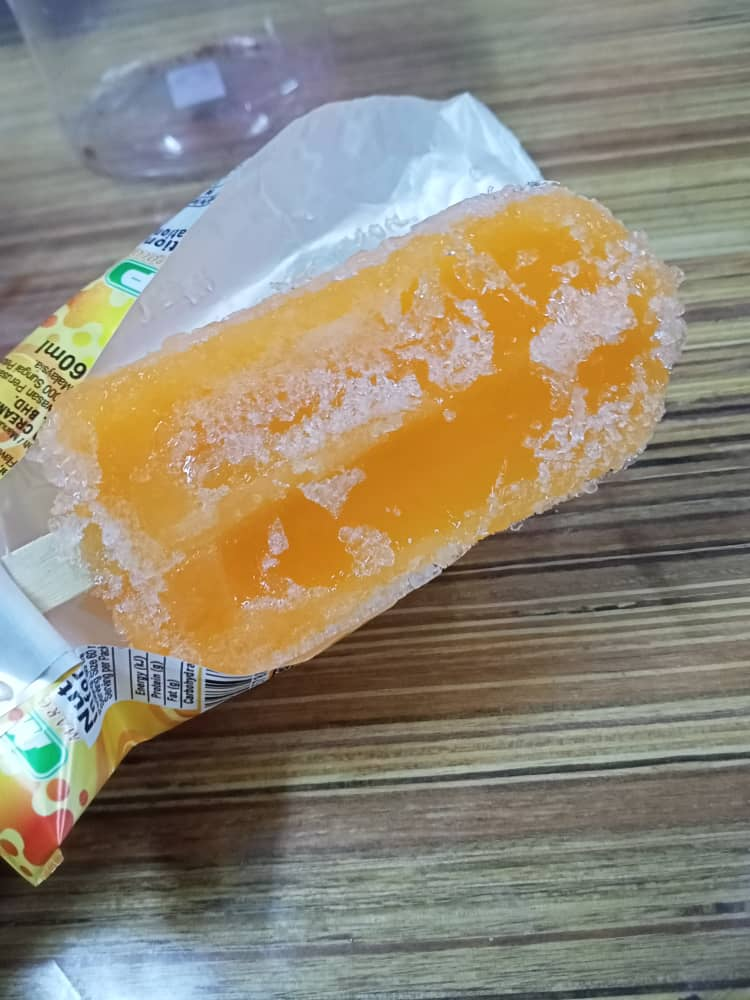
Waterijs

Waterijs is consumptie-ijs dat bestaat uit siroop (limonade), waardoor het voornamelijk uit water bestaat en het dus waterijs wordt genoemd. Een bekend type waterijsje is de Raket
Waterijs bevat naast water ook smaak- en kleurstoffen. Deze smaak- en kleurstoffen zijn meestal van natuurlijke oorsprong. Zo is de kleur rood onder andere afkomstig van rode paprika's of van rode bieten. Alleen het koosjer waterijs (voor joden) bevat altijd alleen maar kunstmatige smaak- en kleurstoffen.
Waterijs kan ook vruchtensap bevatten. Wanneer er minstens 20% vruchtensap in het waterijsje is verwerkt, dan spreekt men van vruchtenijs. Is er minder dan 20% vruchtensap of vruchtenpuree in het ijs verwerkt, dan wordt het waterijs met vruchtensap genoemd. Er zijn 40%, 85% en zelfs 90% vruchten ijsjes op de markt. Smoothie-ijsjes zijn vruchten ijsjes met 90% vruchtenpuree. 
Het is ook mogelijk om zelf waterijsjes te maken. Hiervoor zijn in supermarkten of huishoudwinkels speciale ijsvormpjes verkrijgbaar. Deze dienen te worden gevuld met water en limonadesiroop. Vervolgens zet men een speciale dop erop die is voorzien van een stokje en zet men de vormpjes in de vriezer. Een paar uur later kan men dan de ijsjes uit de vormpjes halen met een beetje warm water en kunnen ze worden uitgedeeld.

## Historiek
De eerste ijslolly, de 'Epsicle', later 'popsicle' genoemd, werd bedacht door de Amerikaan Frank Epperson uit San Francisco. In 1905 had hij als kind ontdekt dat een restje limonade dat in een vergeten glas na een nachtje vrieskou in de tuin vastgevroren was rond het roerstokje best nog lekker smaakte. Deze herinnering liet hem niet  los en in 1924 begon de volwassen Epperson zijn idee te commercialiseren. De Epsicle werd met succes gepromoot en gepatenteerd als 'bevroren frisdrank op een stokje'. Begin jaren 1950 kreeg de ijslolly gezelschap van de frisco ofwel ijsco. Het stokje zou, nu gehuld in roomijs en bekleed met een chocoladelaagje, het waterijsje concurrentie aandoen en over de hele wereld populair worden als koude lekkernij.    